# Estadio Al-Salam
El Estadio Al-Salam (en árabe:ستاد السلام), o también llamado Estadio Al-Ahly, hasta diciembre de 2019 Cairo Military Production Stadium, es un Estadio multiusos ubicado en la ciudad de El Cairo, Egipto. Fue inaugurado en 2009 y tiene una capacidad total de 30 000 espectadores.
El 4 de diciembre de 2019, Al-Ahly anunció que adquirió el estadio del Ministerio de Producción Militar de Egipto durante 25 años hasta 2045 como parte de la "visión 2045" del club, con la opción de devolver el estadio si se construye el nuevo estadio propuesto de Al-Ahly. Como resultado, el nombre oficial del estadio se cambiará oficialmente de Estadio Al-Salam a Estadio Al-Ahly el 1 de enero de 2020.

## Eventos disputados

### Copa Africana de Naciones 2019
- El estadio albergó diez partidos de la Copa Africana de Naciones 2019.
| Fecha               | Selección #1    | Resultado      | Selección #2    | Ronda                 | Espectadores |
| ------------------- | --------------- | -------------- | --------------- | --------------------- | ------------ |
| 23 de junio de 2019 | Marruecos       | 1–0            | Namibia         | Primera fase, Grupo D | 6,857        |
| 24 de junio de 2019 | Costa de Marfil | 1–0            | Sudáfrica       | Primera fase, Grupo D | 4,961        |
| 28 de junio de 2019 | Marruecos       | 1–0            | Costa de Marfil | Primera fase, Grupo D | 27,500       |
| 28 de junio de 2019 | Sudáfrica       | 1–0            | Namibia         | Primera fase, Grupo D | 16,090       |
| 30 de junio de 2019 | Burundi         | 0–2            | Guinea          | Primera fase, Grupo B | 5,753        |
| 1 de julio de 2019  | Sudáfrica       | 0–1            | Marruecos       | Primera fase, Grupo D | 12,098       |
| 1 de julio de 2019  | Tanzania        | 0–3            | Argelia         | Primera fase, Grupo C | 8,921        |
| 5 de julio de 2019  | Marruecos       | 1–1 (1–4 pen.) | Benín           | Octavos de final      | 7,500        |
| 11 de julio de 2019 | Madagascar      | 0–3            | Túnez           | Cuartos de final      | 7,568        |
| 17 de julio de 2019 | Túnez           | 0–1            | Nigeria         | Tercer lugar          | 6,340        |